# Heinrich Hebting
Heinrich Carl Joseph Hebting (* 8. Mai 1865 in Mosbach; † September 1933; katholisch) war ein seit 1892 im badischen Staatsdienst stehender Jurist und Landeskommissär.

## Familie
Heinrich Hebting war der Sohn von Franz Sales Hebting (* 9. Juni 1826 in Vöhrenbach; † 4. November 1897 in Karlsruhe), Ministerialrat und Landeskommissär, und der Susette geborene Tarusello (* 13. Februar 1839 in Ludwigshafen), Tochter des Kreiskassierers Tobias Tarusello.

## Leben
Nach seinem Studium der Rechtswissenschaften und dem ersten und zweiten Staatsexamen wurde er Amtsanwalt in Konstanz und Dienstverweser bei mehreren Bezirksämtern. Am 22. April 1896 wurde Hebting verbeamtet und Amtmann beim Bezirksamt Baden. Am 14. Juni 1899 erfolgte  die Versetzung zum Bezirksamt Schönau und dort am 9. Dezember 1899 die Beförderung zum Oberamtmann. Am 17. Juli 1902 wurde er zweiter Beamter beim Bezirksamt Heidelberg und am 11. Mai 1907 Oberamtmann beim Bezirksamt Müllheim. Nach einer weiteren Station ab dem 27. Februar 1919 als Oberamtmann beim Bezirksamt Karlsruhe wurde  er schließlich ab dem 19. November 1920 Landeskommissär für die Kreise Mannheim, Heidelberg und Mosbach mit Sitz in Mannheim.  Hebting war seit 1905 Mitglied der akademischen Krankenhauskommission und akademischer Disziplinarbeamter der Universität Heidelberg, von der er auch den Titel Dr. h. c. verliehen bekommen hat.
Er war seit 1886 Mitglied des Corps Rhenania Freiburg.

## Auszeichnungen
- 1908 Ritterkreuz 1. Klasse des Zähringer Löwen-Ordens
- Badische Jubiläumsmedaille
- Preußische Landwehr-Dienstauszeichnung 1. Klasse
- Sachsen-Weimarischer Falken-Orden
- Serbischer Takovo-Orden